# Now, Diabolical
Now, Diabolical šesti je studijski album norveškog black metal-sastava Satyricon. U Europi ga je 17. travnja 2006. objavila diskografska kuća Roadrunner Records, a u Sjevernoj Americi ga je 13. lipnja iste godine objavio Century Media Records.

## Objava
Digipak-inačica i gramofonska inačica albuma sadrže dodatnu pjesmu "Storm (of the Destroyer)". S uratka su objavljena dva singla: "K.I.N.G." i "The Pentagram Burns". Za obje je pjesme snimljen i glazbeni spot.

## Recenzije
AllMusicov mu je recenzent Eduardo Rivadavia dodijelio tri i pol zvjezdice od njih pet, a o stilu albuma napisao je: "Kad god Satyricon objavi novi album koji ne ugađa zastarjeloj i jednostavnoj "necro-kvlt" inačici norveškog black metala koji je svirao početkom 90-ih (uz Darkthrone, Ulver, Enslaved itd.), kritiziraju ga. Njegov šesti studijski album Now, Diabolical nije iznimka i ne bi se moglo reći da šokira više od Volcanoa, svojeg slično nekonvencionalna prethodnika iz 2002.; budući da sastav trenutačno želi učiniti više s manje, [taj album] predstavlja samo sljedeći logičan korak u tom smjeru." Dodao je: "[N]a pjesmama kao što su 'A New Enemy', 'That Darkness Shall Be Eternal' i naslovna pjesma ovaj dvojac koji čine Satyr i Frost prije svega slijede jednostavnost; dosljedno odbacuju složene aranžmane i prerazmetljive glazbeničke vještine te se priklanjaju gotovo industrijalnu osjećaju za disciplinu dok sviraju svoje hipnotičke rifove, zlokobne melodije i statične ritmove."
Blabbermouth.net dodijelio mu je sedam i pol od deset bodova i izjavio: "Pjesme kao što su naslovna pjesma i 'K.I.N.G.' utemeljene su na [...] ritmičnosti. Snažni ritmovi i Satyrovi vokalni obrasci iznimno su pamtljivi. [Ovaj album] ne pokušava virtuoznošću ili nerazumljivim dodatcima dokazati neku vrstu kredibiliteta za podzemlje. Utemeljen je na čvrstim i snažnim ritmovima te mahanju glave uz režanje."

## Popis pjesama
Tekstovi i glazba: Satyr Wongraven. 
| 1.    | »Now, Diabolical«                | 5:30 |
| 2.    | »K.I.N.G.«                       | 3:36 |
| 3.    | »The Pentagram Burns«            | 5:38 |
| 4.    | »A New Enemy«                    | 5:47 |
| 5.    | »The Rite of Our Cross«          | 5:45 |
| 6.    | »That Darkness Shall Be Eternal« | 4:46 |
| 7.    | »Delirium«                       | 5:38 |
| 8.    | »To the Mountains«               | 8:09 |
| 44:49 |                                  |      |

| Dodatna pjesma s digipak-inačice | Dodatna pjesma s digipak-inačice | Dodatna pjesma s digipak-inačice | Dodatna pjesma s digipak-inačice | Dodatna pjesma s digipak-inačice | Dodatna pjesma s digipak-inačice | Dodatna pjesma s digipak-inačice | Dodatna pjesma s digipak-inačice | Dodatna pjesma s digipak-inačice | Dodatna pjesma s digipak-inačice |
| Br.                              | Skladba                          | Trajanje                         |                                  |                                  |                                  |                                  |                                  |                                  |                                  |
| -------------------------------- | -------------------------------- | -------------------------------- | -------------------------------- | -------------------------------- | -------------------------------- | -------------------------------- | -------------------------------- | -------------------------------- | -------------------------------- |
| 9.                               | »Storm (of the Destroyer)«       | 2:52                             |                                  |                                  |                                  |                                  |                                  |                                  |                                  |
| 47:41                            |                                  |                                  |                                  |                                  |                                  |                                  |                                  |                                  |                                  |

## Zasluge
| Satyricon - Satyr – vokali, gitara, klavijatura, efekti, aranžman za rogove, produkcija, dodatna tonska obrada, umjetnički direktor - Frost – bubnjevi Dodatni glazbenici - Øivind Westby – aranžman za rogove - Thomas Røisland – tuba - John Woz – vokali (na pjesmi "A New Enemy") - Lars Norberg – bas-gitara | Ostalo osoblje - Pytten – tonska obrada - Erik Ljunggren – tonska obrada, efekti - Mike Cashin – dodatna tonska obrada, pomoć pri miksanju - Chris Samson – dodatna tonska obrada - Mike Fraser – miksanje - Eric Mosher – pomoć pri miksanju - Espen Berg – mastering - Snorre W. Ruch – pretprodukcija - Unit Delta Plus – dizajn - Superlow – dizajn - Per Heimly – fotografija |

## Ljestvice
| Ljestvica (2006.) | Najviša pozicija |
| ----------------- | ---------------- |
| Finska            | 28.              |
| Norveška          | 2.               |
| Švedska           | 47.              |